# Papyrus Larousse Britannica

Le Papyrus Larousse Britannica (Πάπυρος Larousse Britannica) est une encyclopédie en grec de 61 volumes, basée sur les modèles du Grand Larousse encyclopédique (en français) et de l'Encyclopædia Britannica (en anglais) .

## Vue d'ensemble
Sa publication, par la Papyrus Publishing Organisation, a débuté en 1981 avec la publication des deux premiers volumes, puis avec la publication d'un volume tous les trois mois, avec une mise à jour progressive des volumes les plus récents au fil du temps. Elle s'est achevée en 1994 avec le dernier volume. L'encyclopédie comprend un dictionnaire herméneutique et étymologique de la langue grecque. En 2004 et 2005, un supplément annuel à l'encyclopédie a été publié (deux volumes).
Le Papyrus Larousse Britannica introduit une innovation mondiale, puisqu'il a réussi à synthétiser dialectalement et synthétiquement les textes des deux principales encyclopédies du monde : l’Encyclopædia Britannica, qui n'avait été traduite dans aucune autre langue, et le Grand Larousse encyclopédique, largement connu.
Un élément clé de cette encyclopédie est l'universalité. Bien que les sources aient été créées dans deux pays qui sont des centres de la culture grecque, les entrées des deux encyclopédies qui ont été combinées pour créer l'encyclopédie ont été modifiées afin qu'elles ne reflètent pas exclusivement la perspective occidentale. La première édition a été complétée en 1998 par deux volumes consacrés à la Grèce.
En 2005, une nouvelle édition du Papyrus Larousse Britannica a été publiée, enrichie et complétée, en 56 volumes d'un format plus petit et plus accessible, tandis que le Dictionnaire de la langue grecque, ancienne, médiévale et moderne, a été publié en 13 volumes. De nombreuses entrées ont été rendues plus concises et de nouvelles entrées ont été ajoutées.
L'encyclopédie a commencé à être publiée le 5 novembre 2006 par Kathimerini. Ses entrées ont été mises à jour jusqu'en 2006, tandis que la révision de 2006 a ajouté de nombreuses nouvelles entrées qui ne figuraient pas dans l'édition précédente, telles que des entrées de nature géopolitique, scientifique et biographique. Dans le même temps, d'autres entrées qui existaient dans l'édition précédente ont été résumées, en raison de la décision de l'éditeur d'adopter un format plus convivial et plus lisible.
C'est aujourd'hui l'une des plus grandes encyclopédies grecques, avec la Grande Encyclopédie grecque (en), la traduction grecque de la Grande Encyclopédie soviétique et la version grecque de la plus grande encyclopédie en ligne, Wikipédia.